# 후지 급행선
후지 급행 선(일본어: 富士急行線, ふじきゅうこうせん)은 야마나시현의 오쓰키역에서 후지산 역을 거쳐, 가와구치코 역까지 연결이 된 후지 급행의 철도노선이다.
원래 오쓰키역에서 후지산 역까지를 오쓰키 선, 가와구치코 역에서 후지산 역까지를 가와구치코 선이라고 부르지만, 통상적으로 두 노선을 통틀어 후지 급행 선이라고 한다. 오쓰키역에서 출발하는 열차는 후지산 역에서 스위치 백을 한 다음 가와구치코 역까지 운행한다.
후지큐 하이랜드 및 후지 산이 보이는 가와구치 호 때문에 동일본 여객철도와 직결운행하는 관광열차가 많이 운행하고 있으며, 정기적으로 출퇴근 시간에 동일본 여객철도 주오 쾌속선(주오 본선) 도쿄 방면으로 직결 운행을 한다.

## 차량
- 1000형·1200형
- 2000형(후지산 특급)
- 5000형
- 6000계 205계에서 개조 되었다.
- 8000계(후지산 특급)
- JR 동일본 211계(다카오 행 열차, 3량 편성만)
- JR 동일본 E233계(도쿄 행 열차, 4량 편성만)
- JR 동일본 E259계(나리타 익스프레스)
- JR 동일본 E353계 3량 편성만

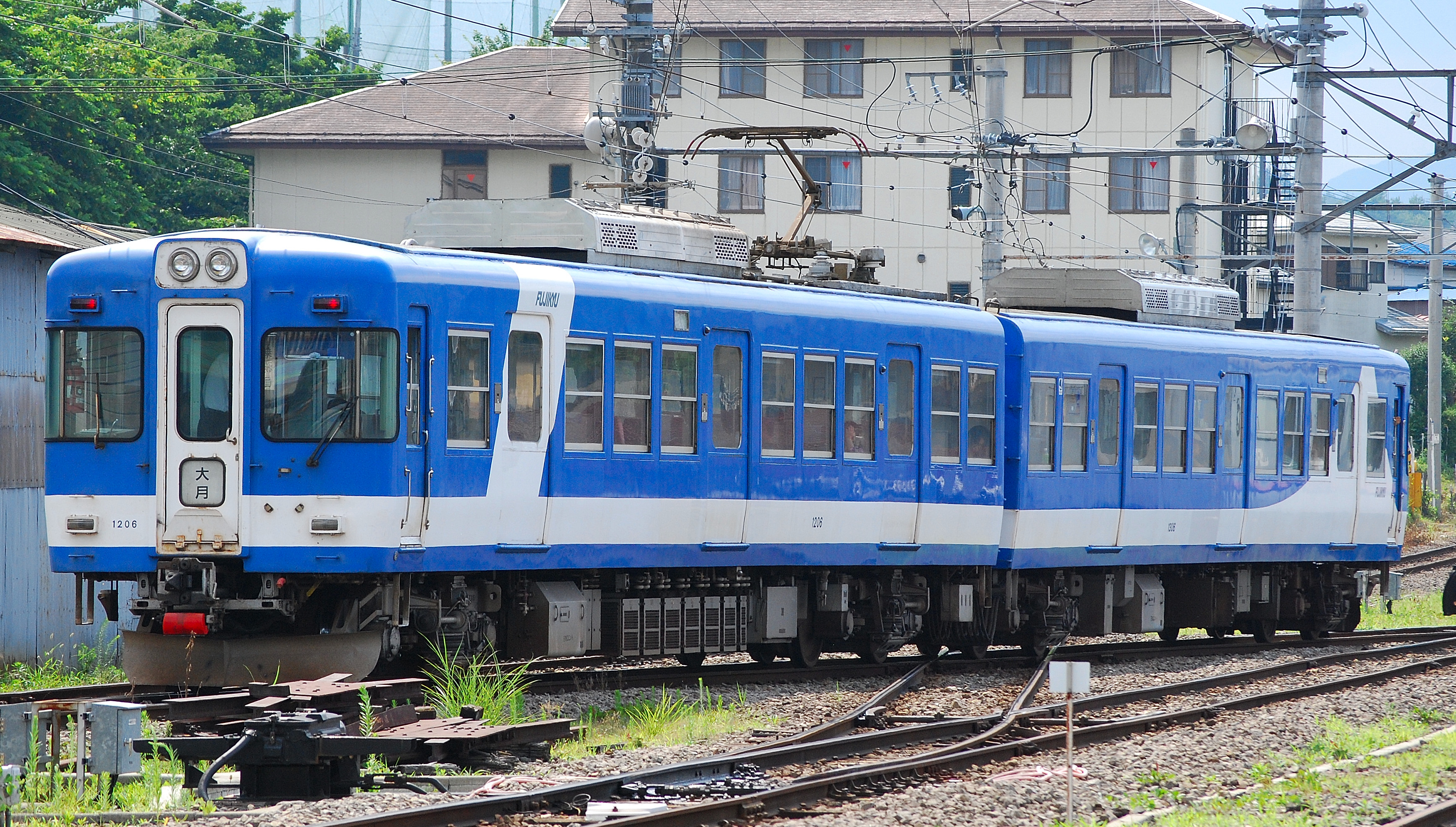
1000형
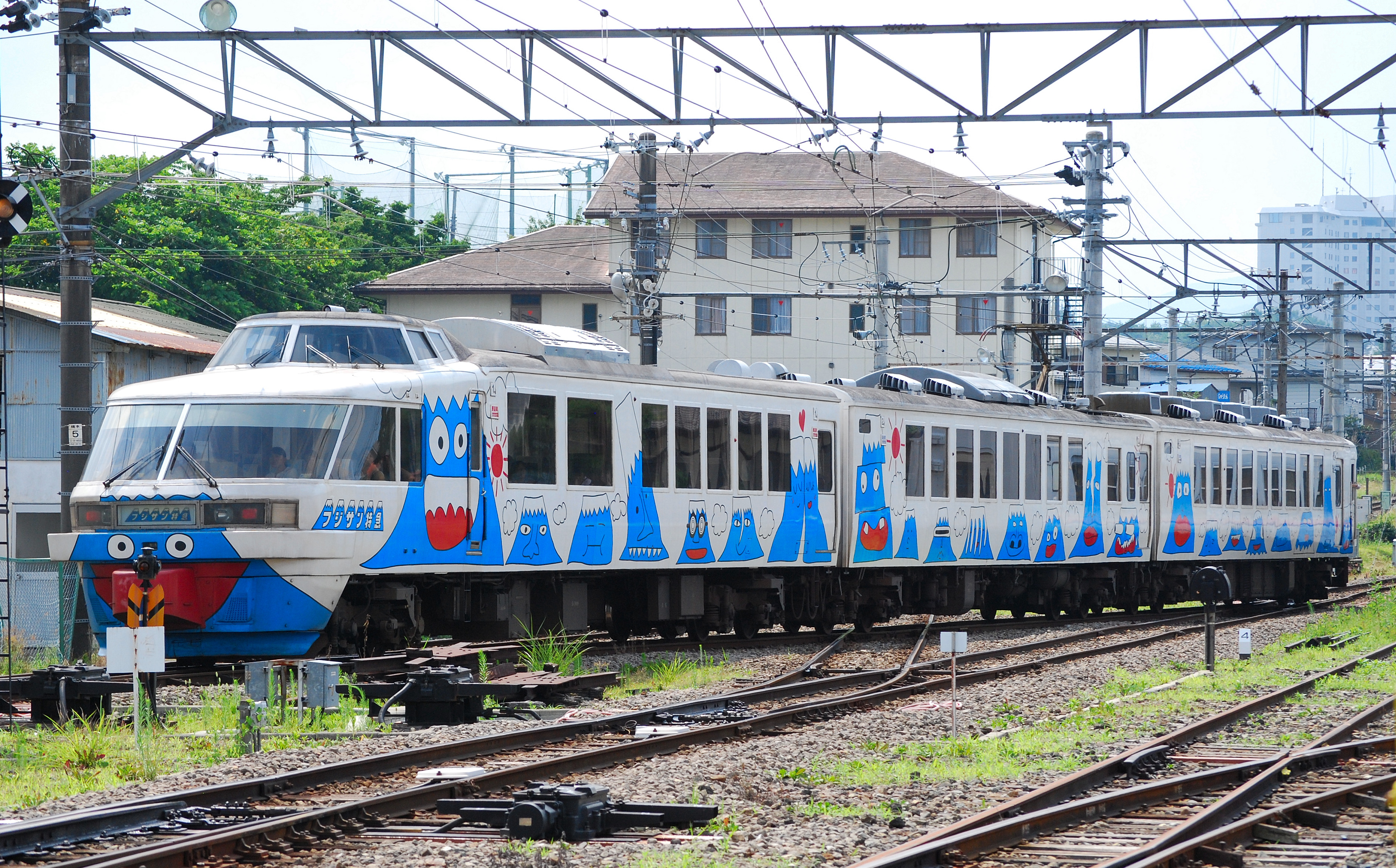
2000형
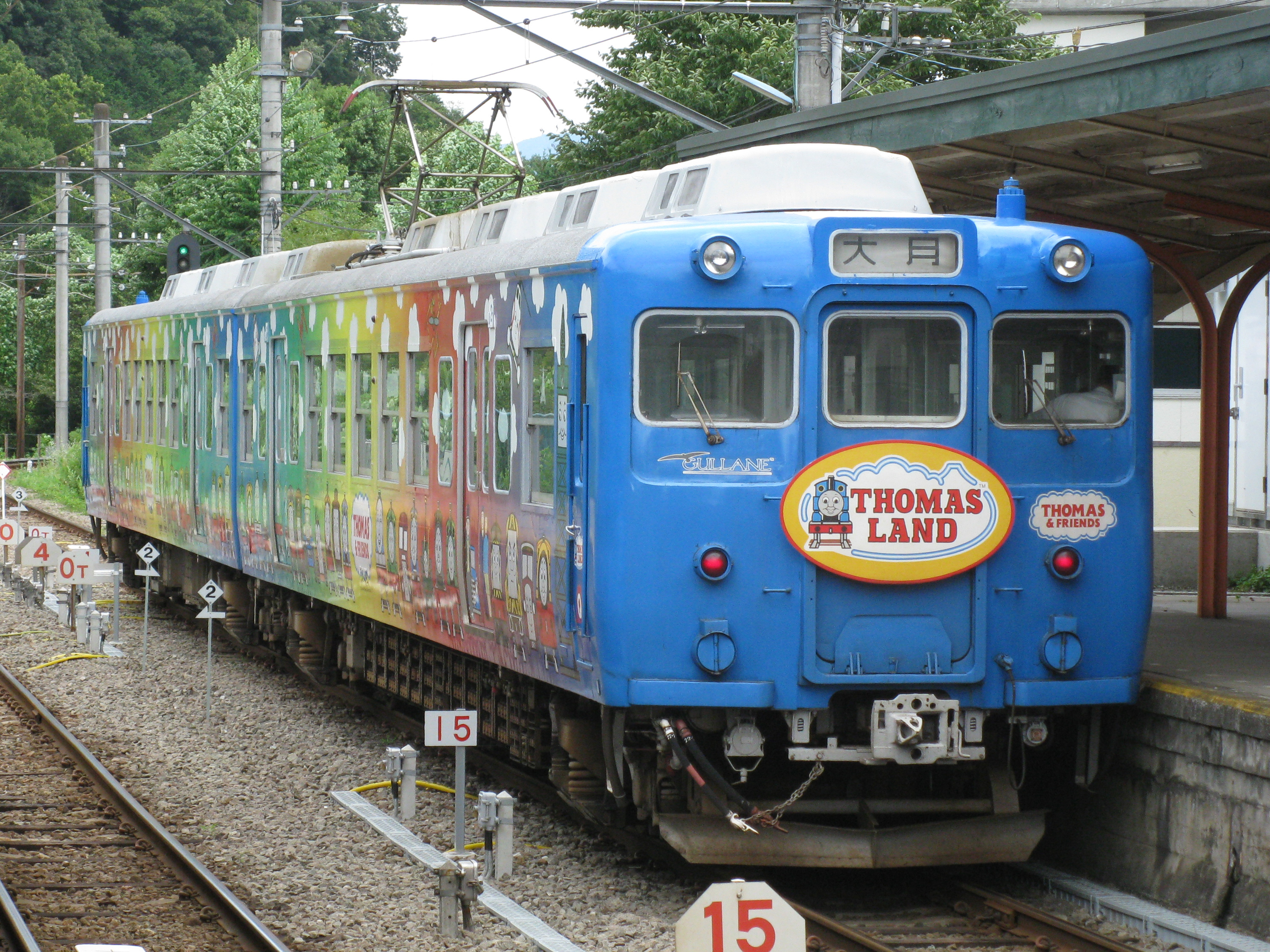
5000형
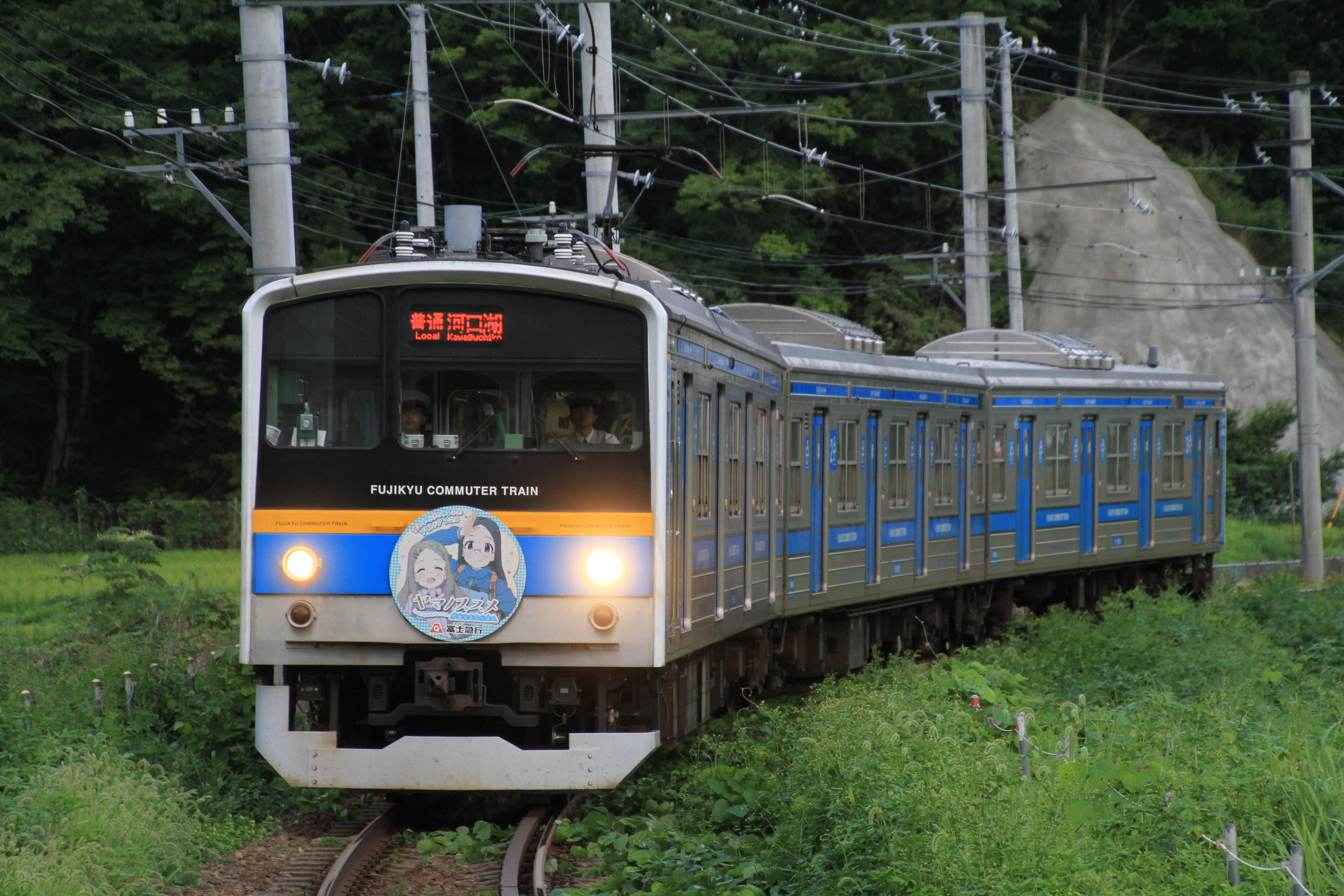
6000계
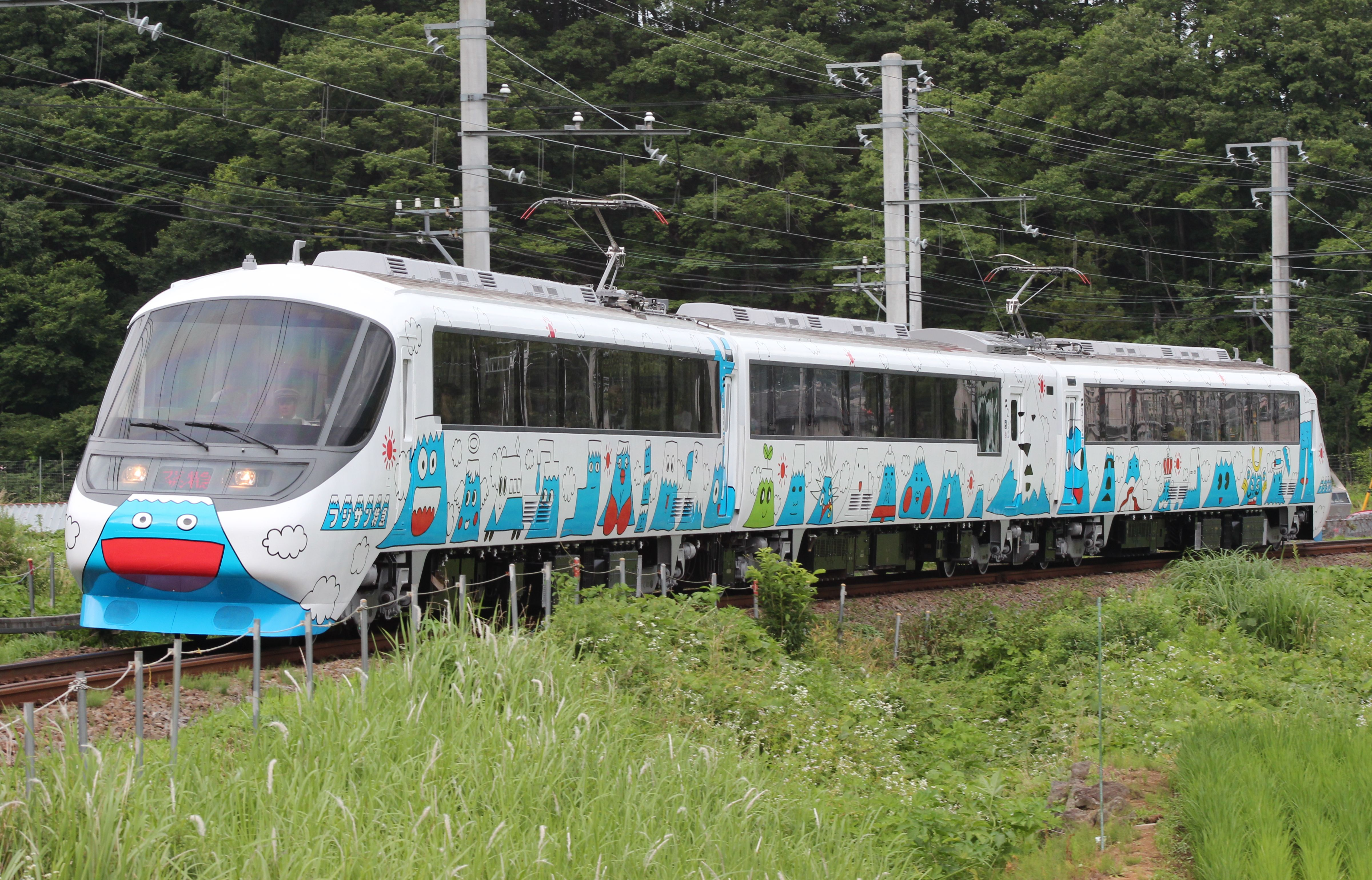
8000계
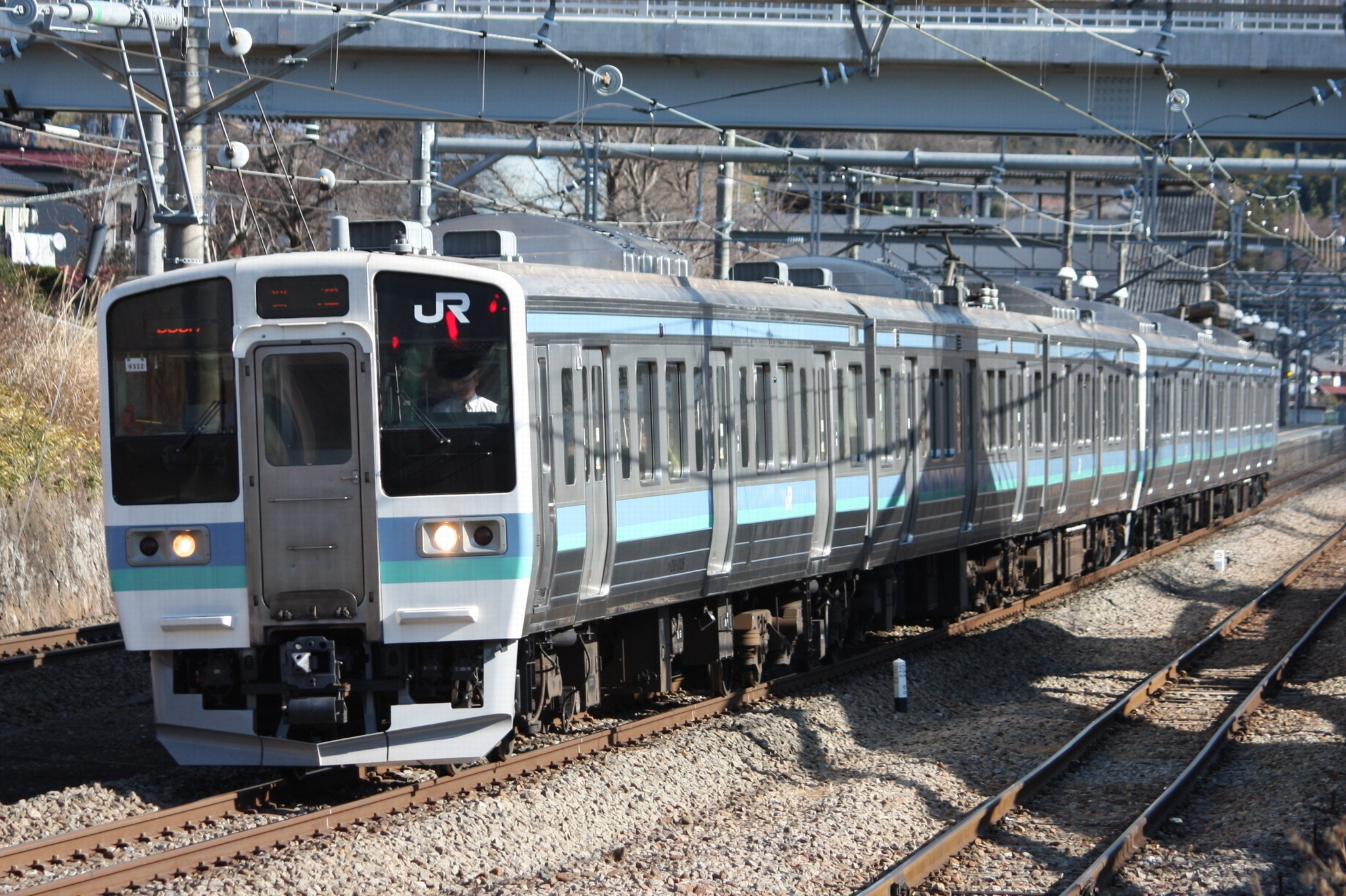
JR 동일본 211계
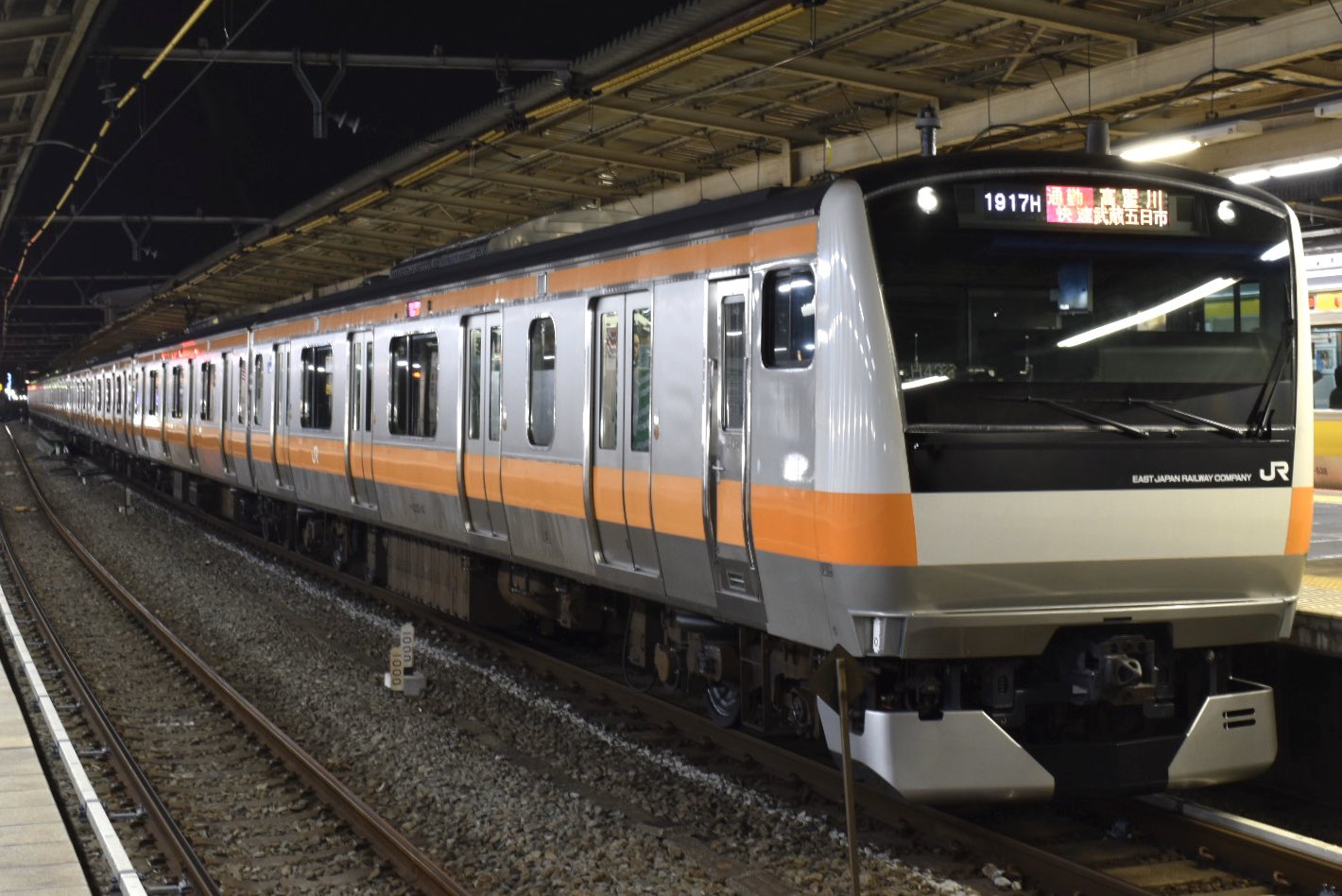
JR 동일본 E233계
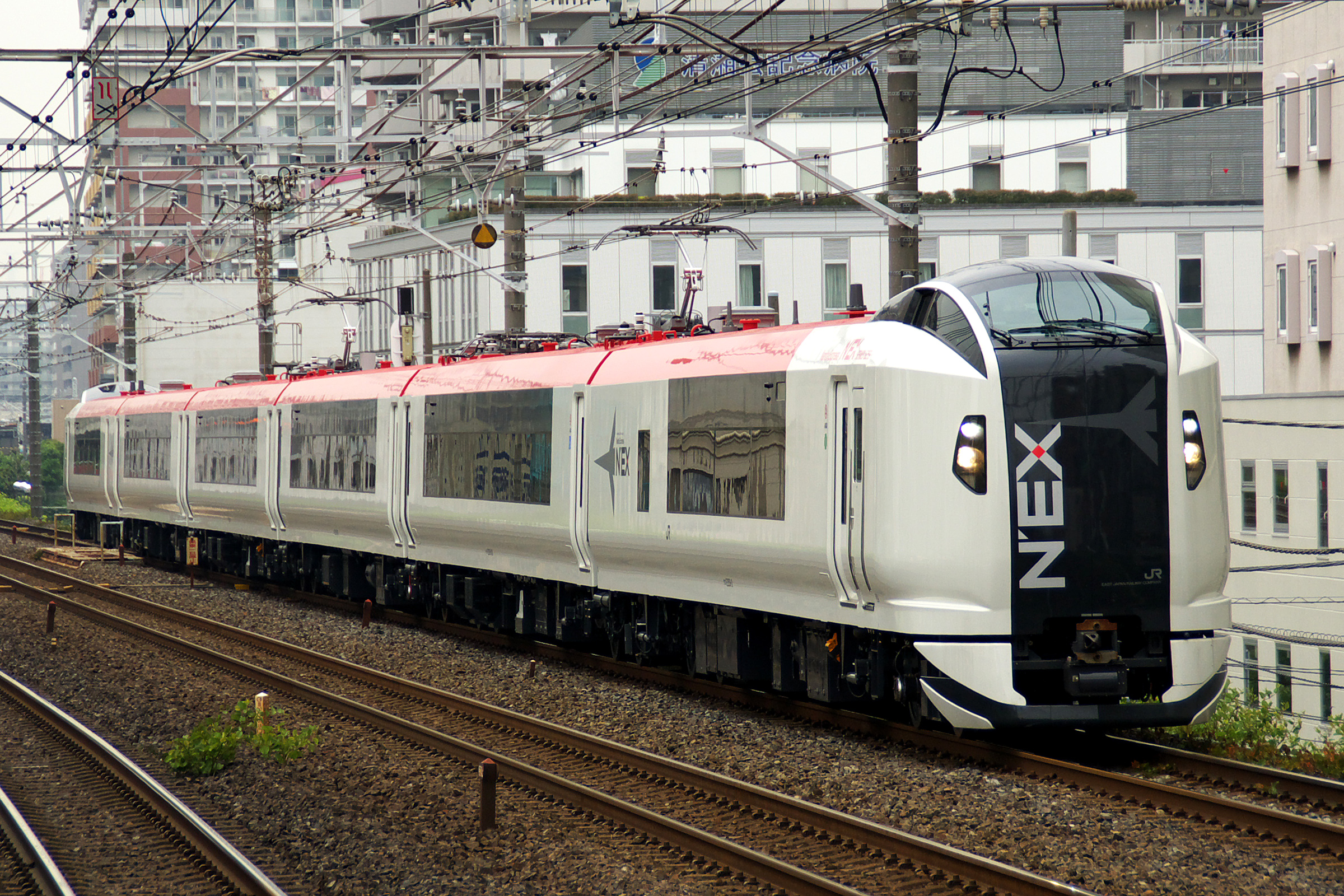
JR 동일본 E259계

### 운행 종료 차량
- JR 동일본 183계·189계(홀리데이 쾌속)
- JR 동일본 115계
- JR 동일본 201계

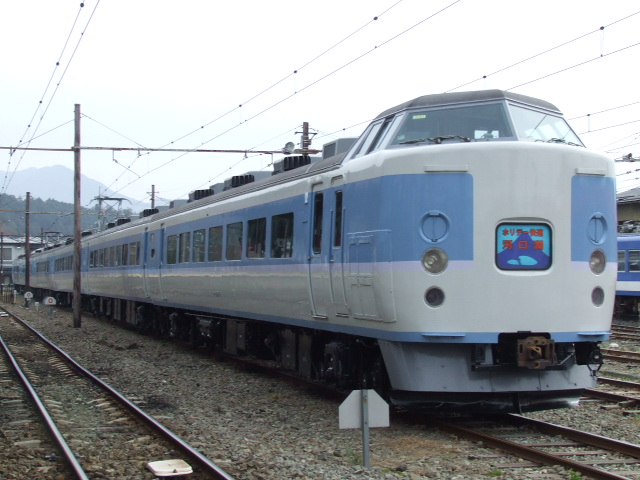
JR 동일본 183계·189계
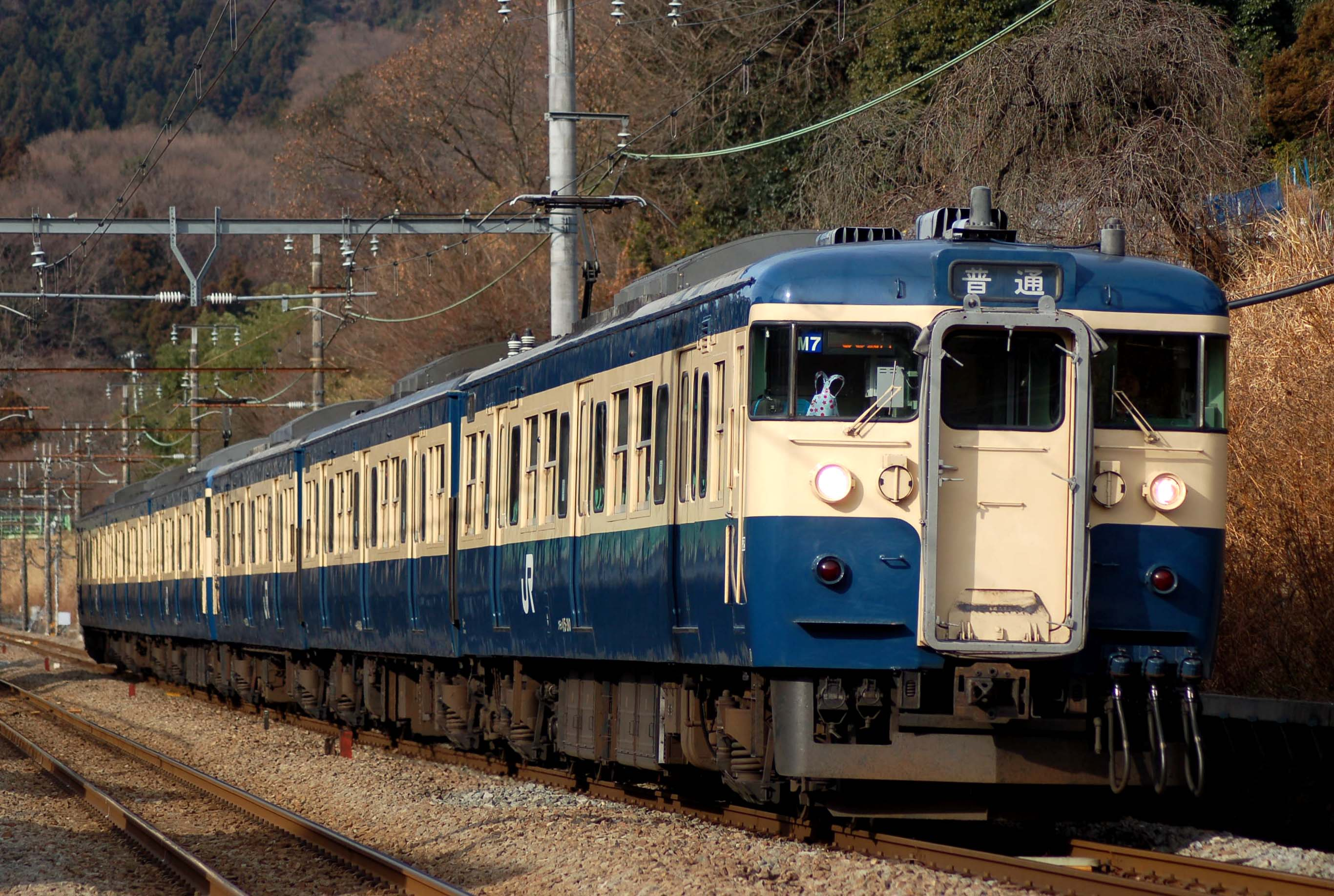
JR 동일본 115계
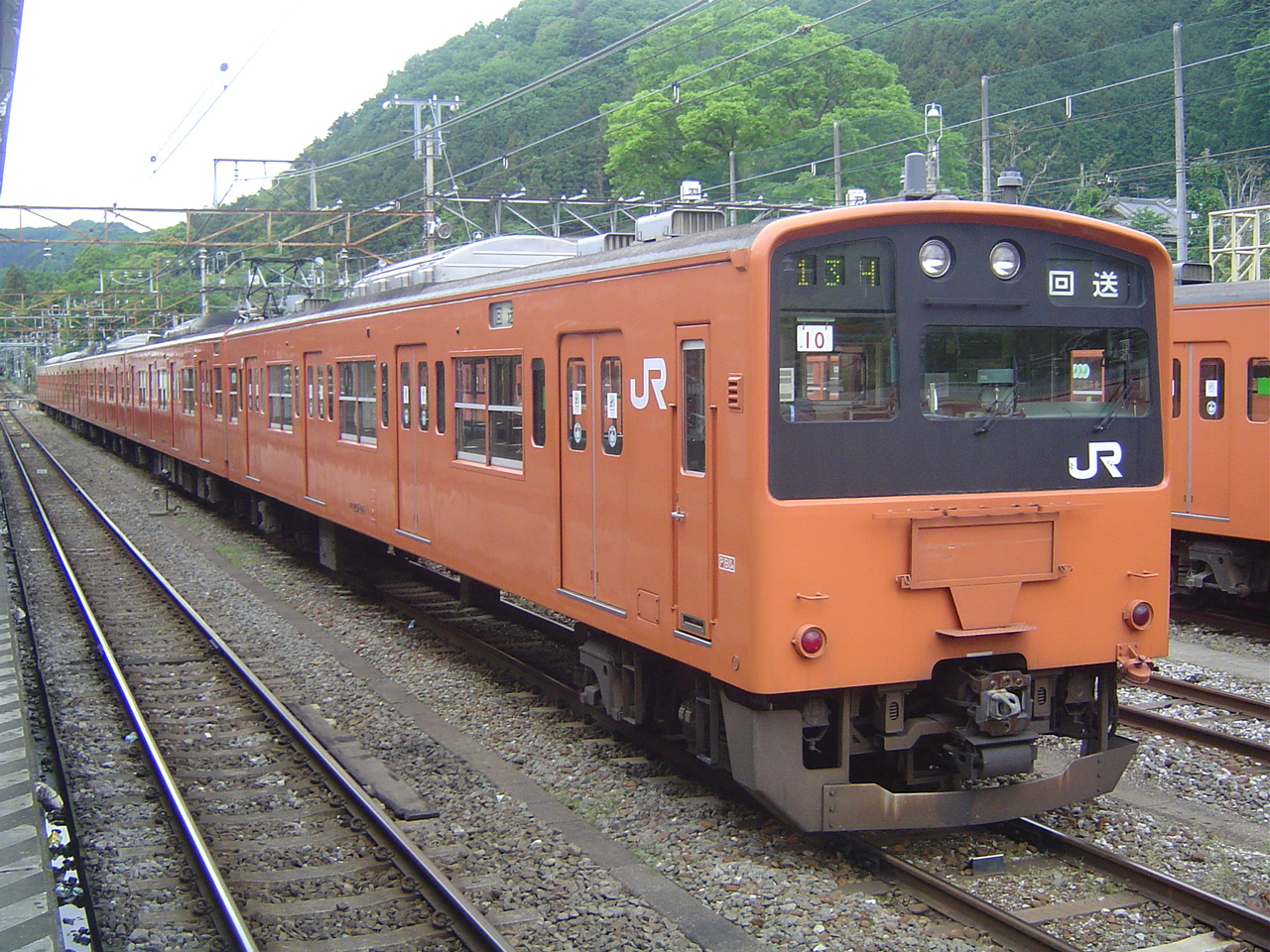
JR 동일본 201계

## 역 목록
| 노선 명칭       | 역 이름              | 일본어 이름    | 거리(km) | 보통 열차 | 특별 급행 (후지산 특급) | 접속 노선                                  | 소재지        | 소재지   | 소재지   |
| --------------- | -------------------- | -------------- | -------- | --------- | ----------------------- | ------------------------------------------ | ------------- | -------- | -------- |
| 오쓰키 선       | 오쓰키               | 大月           | 0.0      | ●         | ●                       | 동일본 여객철도 주오 본선 (일부 직결 운행) | 야마나시현    | 오쓰키시 | 오쓰키시 |
| 오쓰키 선       | 가미오쓰키           | 上大月         | 0.6      | ▲         | │                       |                                            | 야마나시현    | 오쓰키시 | 오쓰키시 |
| 오쓰키 선       | 다노쿠라             | 田野倉         | 3.0      | ●         | │                       | 쓰루시                                     | 쓰루시        |          |          |
| 오쓰키 선       | 가세이               | 禾生           | 5.6      | ●         | │                       | 쓰루시                                     | 쓰루시        |          |          |
| 오쓰키 선       | 아카사카             | 赤坂           | 7.1      | ●         | │                       | 쓰루시                                     | 쓰루시        |          |          |
| 오쓰키 선       | 쓰루시               | 都留市         | 8.6      | ●         | │                       | 쓰루시                                     | 쓰루시        |          |          |
| 오쓰키 선       | 야무라마치           | 谷村町         | 9.4      | ●         | │                       | 쓰루시                                     | 쓰루시        |          |          |
| 오쓰키 선       | 쓰루분카다이가쿠마에 | 都留文科大学前 | 10.6     | ●         | ●                       | 쓰루시                                     | 쓰루시        |          |          |
| 오쓰키 선       | 도카이치바           | 十日市場       | 11.5     | ●         | │                       | 쓰루시                                     | 쓰루시        |          |          |
| 오쓰키 선       | 히가시카쓰라         | 東桂           | 13.1     | ●         | │                       | 쓰루시                                     | 쓰루시        |          |          |
| 오쓰키 선       | 미쓰토게             | 三つ峠         | 15.8     | ●         | │                       | 미나미쓰루군                               | 니시가쓰라 정 |          |          |
| 오쓰키 선       | 고토부키             | 寿             | 18.8     | ●         | │                       | 후지요시다시                               | 후지요시다시  |          |          |
| 오쓰키 선       | 요시이케온센마에     | 葭池温泉前     | 20.2     | ●         | │                       | 후지요시다시                               | 후지요시다시  |          |          |
| 오쓰키 선       | 시모요시다           | 下吉田         | 21.1     | ●         | │                       | 후지요시다시                               | 후지요시다시  |          |          |
| 오쓰키 선       | 겟코지               | 月江寺         | 21.9     | ●         | │                       | 후지요시다시                               | 후지요시다시  |          |          |
| 오쓰키 선       | 후지산               | 富士山         | 23.6     | ●         | ●                       | 후지요시다시                               | 후지요시다시  |          |          |
| 가와구치 호 선  | 후지산               | 富士山         | 23.6     | ●         | ●                       | 후지요시다시                               | 후지요시다시  |          |          |
| 후지큐 하이랜드 | 富士急ハイランド     | 25.0           | ●        | ●         | 미나미쓰루 군           | 후지카와구치코정                           |               |          |          |
| 가와구치코      | 河口湖               | 26.6           | ●        | ●         | 미나미쓰루 군           | 후지카와구치코정                           |               |          |          |

- 기호
  - 정차역
    - ●: 정차
    - ▲: 일부열차 통과
    - │: 통과
- 직영 유인역 및 후지큐 하이랜드 역에서 발매하는 승차권은 자기(磁気) 승차권이며, 그 밖의 유인역들에서 발매하는 승차권은 비자기권(非磁気券)임.
- 무인역에는 승차권을 발매하지 않음.

## 같이 보기
- 일본의 철도 회사 목록